# Cyclopteryx niveinotata
Cyclopteryx niveinotata är en fjärilsart som beskrevs av Walker 1862. Cyclopteryx niveinotata ingår i släktet Cyclopteryx och familjen nattflyn. Inga underarter finns listade i Catalogue of Life.